# Îles Nicobar
Les îles Nicobar sont un archipel de la mer d'Andaman, dans le nord-est de l'océan Indien. 
Elles forment un des deux districts du territoire indien des îles Andaman-et-Nicobar, lui-même divisé en trois tehsil (sous-districts) : Car Nicobar, Nancowry et Grande Nicobar.
On lit parfois que le nom « Nicobar » viendrait du malais et signifierait « pays des gens nus », alors que cette expression se dit « tanah orang telanjang » en malais. 
Le gouvernement indien interdit formellement à tout non-Indien la visite des îles.
Les îles ont été reconnues par l'Unesco depuis 2013 en tant que réserve de biosphère.

## Géographie
L'archipel des Nicobar est situé au nord-ouest de l'île de Sumatra (Indonésie), cette dernière étant distante de l'île de Grande Nicobar de 201 kilomètres. Il comprend vingt-deux îles de tailles diverses, la plus grande étant Grande Nicobar. Les îles ont une superficie totale de 1 841 km2. Le plus haut sommet est le mont Thullier qui culmine à 642 m. 

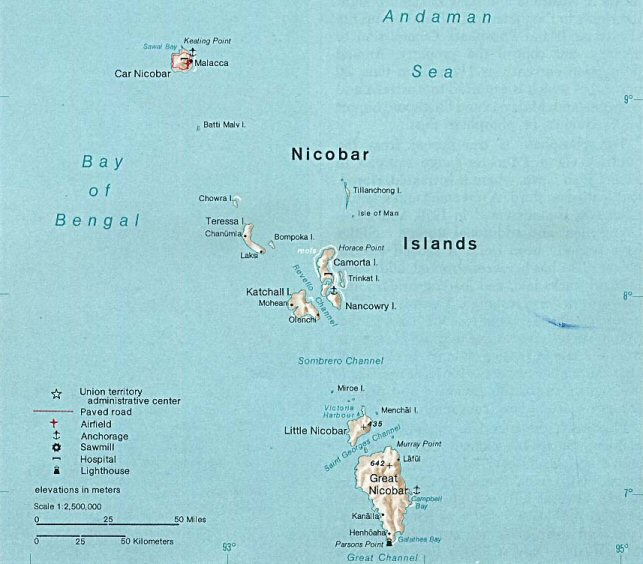
Carte des îles Nicobar

Il y a trois groupes : 
- Les îles du Nord 
  - Car Nicobar (127 km2)
  - Batti Malv (2 km2)
- Les îles du Centre
  - Chowra (8 km2)
  - Teressa (101 km2)
  - Poahat (ou Bompuka) (13 km2)
  - Katchal (174 km2)
  - Camorta (188 km2)
  - Nancowry (67 km2)
  - Trinket (86 km2)
  - Man (1,7 km2)
  - Tillangchong (17 km2)
- Les îles du Sud
  - Grande Nicobar (1 045 km2)
  - Petite Nicobar (157 km2)
  - Kondul (4 km2)
  - Pulo Milo (1,3 km2)

## Population
La population était de 42 068 habitants en 2001 (65 % d'indigènes de Nicobar et 35 % d'immigrés d'Inde continentale ou du Sri Lanka). Seules douze des vingt-deux îles sont habitées. 
On répartit les Nicobarais autochtones en deux groupes principaux :
- les Nicobaris, à leur tour divisés en six groupes qui parlent des langues nicobar (qui forment un groupe des langues môn-khmer)
- les Shompen.

## Histoire
Vers 1754  l'archipel a été fréquenté par la Compagnie danoise des Indes orientales, qui y fondent des comptoirs plus ou moins actifs jusqu'en 1848, administrés depuis Tranquebar. La malaria décimait régulièrement les colons. De 1778 à 1785, les îles, redécouvertes par le navigateur-marchand William Bolts qui les pense abandonnées, sont occupées au nom de l'Autriche. L'une des îles se nomme d'ailleurs Teressa en hommage à l'impératrice Marie Thérèse.
Dans son Voyage de circumnavigation, en 1857, le capitaine Wüllerstorf-Urbair décrit les îles Nicobar ainsi que les mœurs, les fêtes et les usages des Nicobariens.

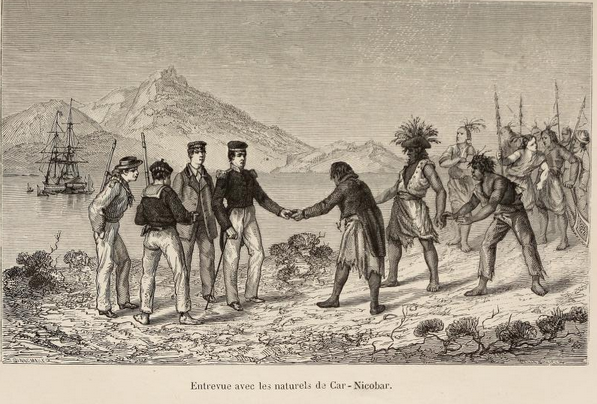
Entrevue avec les naturels de Car Nicobar par Durand-Brager
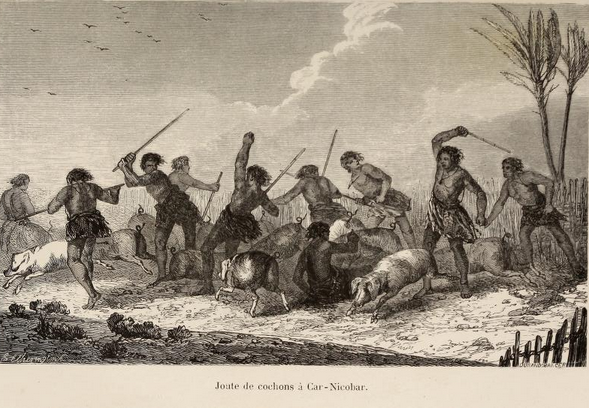
Joute de cochons à Car Nicobar par Durand-Brager

L'Italie tente de les acheter aux Danois en 1866. Elles sont ensuite devenues possessions britanniques à partir de 1869, contre le versement de compensations aux Danois le 16 octobre 1868. En 1947, avec l'indépendance indienne, elles ont été intégrées à l'Union indienne. Les îles sont desservies par l'l'aéroport de Car Nicobar.
Au moins 6 000 habitants des îles Nicobar sont morts lors du tremblement de terre du 26 décembre 2004.